# Wilsoniella bornensis
Wilsoniella bornensis är en bladmossart som beskrevs av Brotherus 1912. Wilsoniella bornensis ingår i släktet Wilsoniella och familjen Ditrichaceae. Inga underarter finns listade i Catalogue of Life.